# Barrage de Bort-les-Orgues
Das Stauwerk Barrage de Bort-les-Orgues ist eine französische Talsperre, die von der Grenze der Départements Corrèze (Region Nouvelle-Aquitaine) und Cantal (Region Auvergne-Rhône-Alpes) durchschnitten wird. Der Bau staut den Oberlauf des Flusses Dordogne nördlich der Stadt Bort-les-Orgues zum gleichnamigen Stausee Lac de Bort-les-Orgues. Dieser ist 21 Kilometer lang und reicht bis in das Département Puy-de-Dôme. Die Anlage wurde zwischen 1942 und 1952 erbaut und ist eine der größten Frankreichs.

## Nutzung
Genutzt wird der Stausee für ein Wasserkraftwerk zur Stromerzeugung, das für eine Leistung von ca. 240 MW ausgelegt ist. Betreiber der Anlage ist das Energieversorgungsunternehmen Électricité de France (EDF).

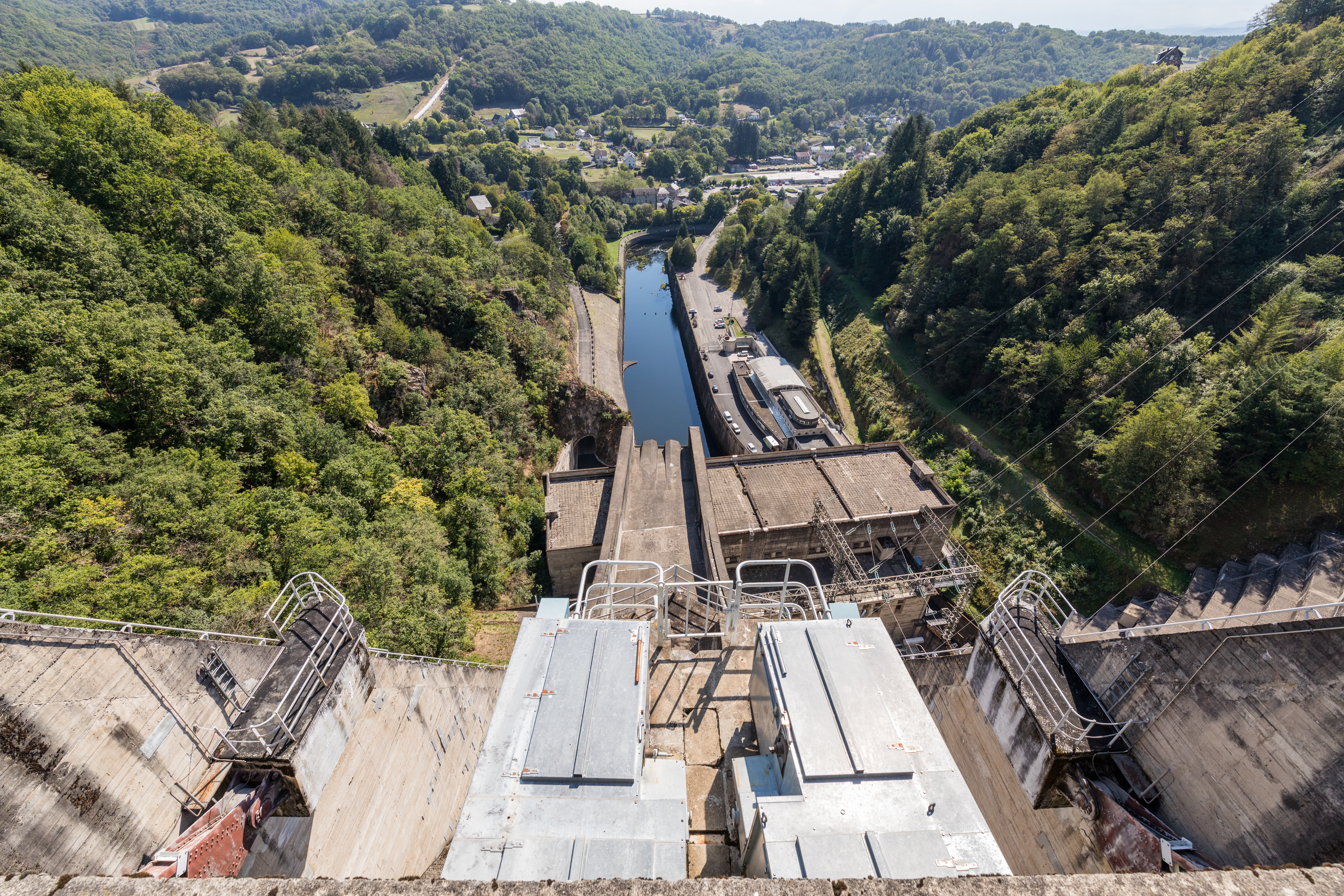
Blick von der Staumauer auf das Kraftwerk
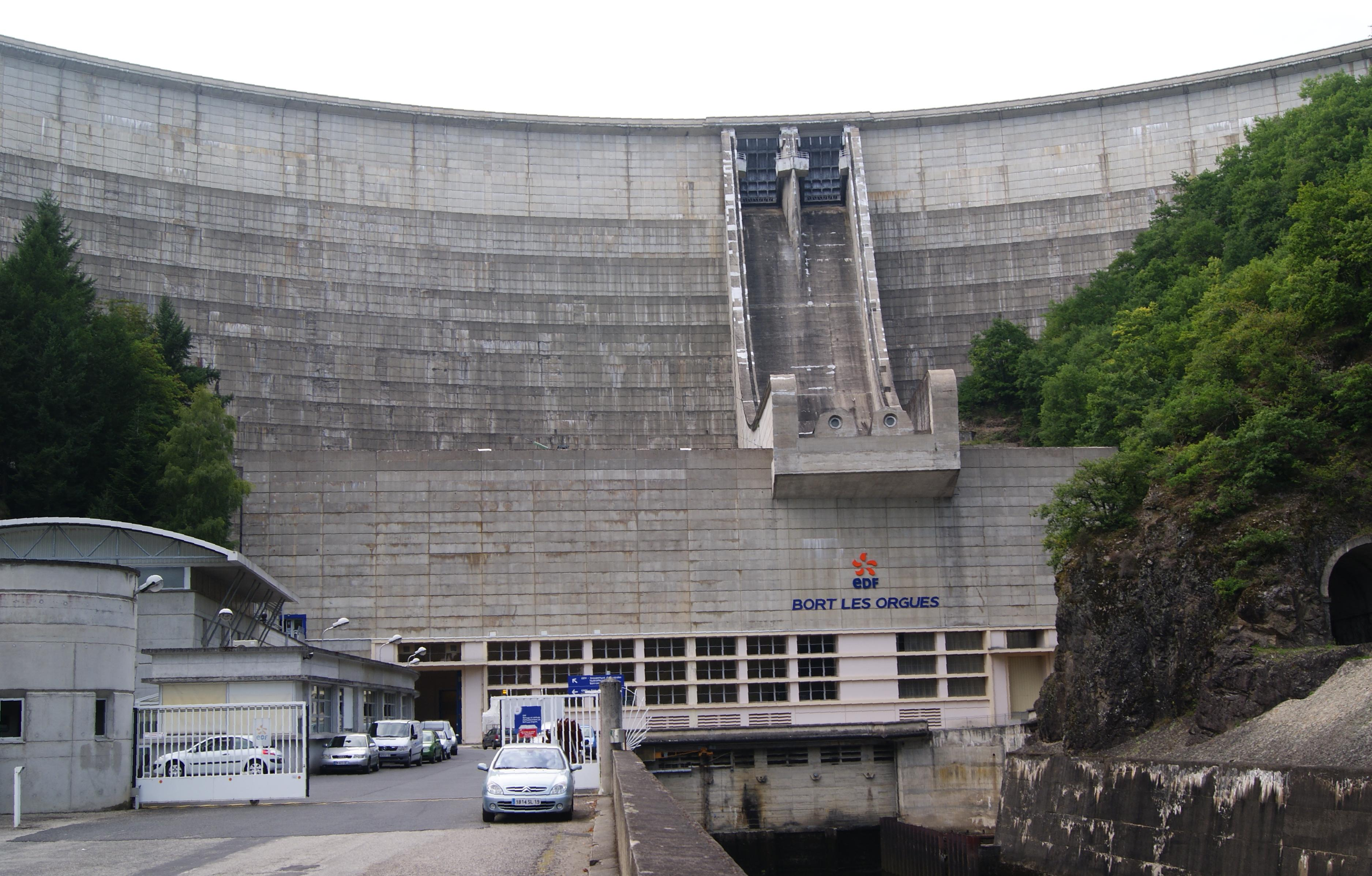
Staudamm von der Talseite her gesehen
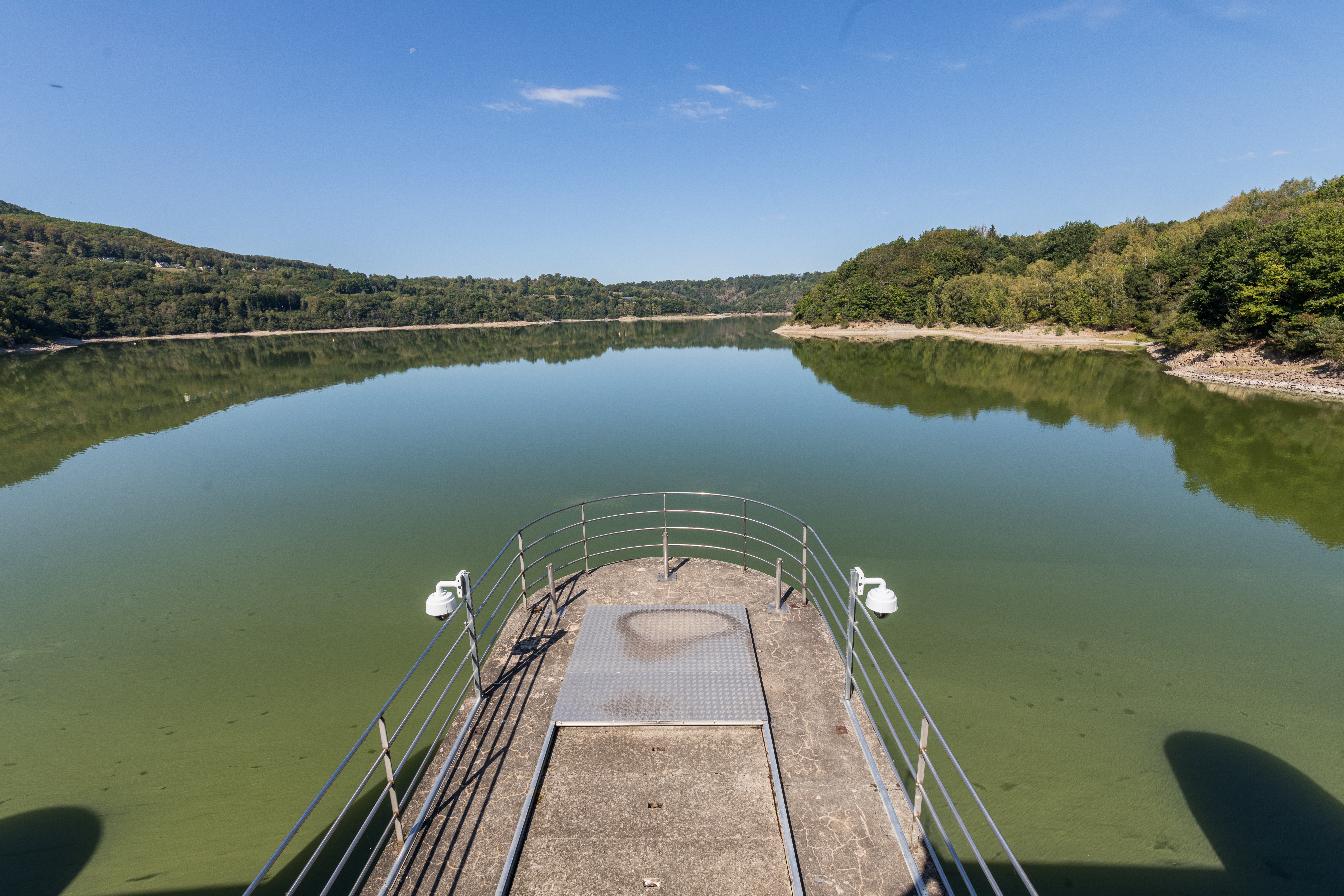
Blick von der Staumauer auf den Stausee

## Umgebung
Am östlichen Ufer unweit von Bort-les-Orgues befindet sich das Schloss Val.